# Olli Mäki
Pour les articles homonymes, voir Mäki.
Olli Mäki est un boxeur finlandais né le 22 décembre 1936 à Kokkola en Finlande et mort le 6 avril 2019 à Kirkkonummi en Finlande.

## Carrière

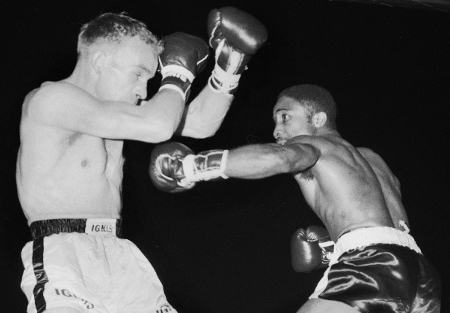
Olli Mäki (à gauche) opposé à Davey Moore le 17 août 1962 au stade olympique de Helsinki.

Passé professionnel en 1960, Olli Mäki s'incline en 1962 face à Davey Moore lors d'un championnat du monde des poids plumes organisé à Helsinki. Mäki devient par la suite champion d'Europe EBU des poids super-légers le 14 février 1964 aux dépens de Conny Rudhoff. Celui-ci prendra sa revanche en 1967. Olli Mäki met un terme à sa carrière en 1973 sur un bilan de 28 victoires, 14 défaites et 8 matchs nuls.

## Adaptation cinématographique
Jarkko Lahti (fi) tient le rôle d'Olli Mäki dans la biographie Olli Mäki (Hymyilevä mies), film dramatique finlandais en noir et blanc écrit et réalisé par Juho Kuosmanen et sorti en 2016.